# Marko Kornmann
Marko Kornmann (* 1966 in Nördlingen) ist ein deutscher Viszeralchirurg, Wissenschaftler und Hochschullehrer. Er ist stellvertretender ärztlicher Direktor der Klinik für Allgemein- und Viszeralchirurgie am Universitätsklinikum Ulm sowie Koordinator des Viszeralonkologischen Zentrums.

## Leben und Werdegang
Nach seinem Abitur studierte Kornmann Humanmedizin an der Universität Ulm und schloss sein Studium 1994 mit der Approbation ab. Im Anschluss folgte die Assistenzarzttätigkeit am Universitätsklinikum Ulm. Er promovierte zur Tumorbiologie des kolorektalen Karzinoms im Jahr 1995 und habilitierte sich schließlich 2002. Geprägt war dies u. a. durch Forschungsaufenthalte an der University of California in Irvine.
Im Jahr 2003 wurde er Facharzt für Chirurgie, 2006 Facharzt für Viszeralchirurgie und 2011 bekam er die Zusatzbezeichnung „Spezielle Viszeralchirurgie“ verliehen.
Seit 2006 ist Kornmann Professor an der Universität Ulm und als Lehr- und PJ-Beauftragter  in der studentischen Lehre engagiert.
Am 1. Januar 2009 wurde Kornmann zum leitenden Oberarzt der Klinik für Allgemein- und Viszeralchirurgie am Universitätsklinikum Ulm von seiner Chefärztin Doris Henne-Bruns ernannt. Seit dem 1. Oktober 2020 ist er stellvertretender ärztlicher Direktor der Klinik. Zudem ist er Koordinator des Viszeralonkologischen Zentrums und Bereichsleiter der Pankreas-, Magen-, und Oesophaguschirurgie. In dieser Subspezialisierung weist er eine hohe Expertise auf.

## Klinische und wissenschaftliche Schwerpunkte
Der klinische Schwerpunkt von Marko Kornmann liegt in der onkologischen Chirurgie. Derzeit (2025) ist er Bereichsleiter der Pankreas-, Magen-, und Speiseröhrenchirurgie und stellvertretender Leiter der Sektion interdisziplinäre Pankreatologie. Weitere Schwerpunkte seiner klinischen Arbeit mit ausgewiesener Expertise sind die Kolorektalchirurgie sowie Leberchirurgie. Dabei ist er auf laparoskopische und robotisch-assistierte Eingriffe spezialisiert.
Wissenschaftlich fokussiert sich Kornmann neben klinischen Studien auf Grundlagenforschung im Bereich Wachstumsfaktoren und Pankreastumore. Die Grundlagen- und translationale Forschung konzentriert sich auf Veränderungen gastrointestinaler Krebserkrankungen, insbesondere Dickdarm- und Enddarmkrebs sowie Bauchspeicheldrüsenkrebs. Hauptziele sind die Identifizierung molekularer und klinischer Prognose- und Prädiktionsmarker sowie die Etablierung individualisierter, tumorspezifischer Behandlungsstrategien auf Basis molekularer Veränderungen. Zielmoleküle sind Tyrosinkinase-Wachstumsfaktoren wie Fibroblastenwachstumsfaktoren und deren Rezeptoren sowie Zytokine wie Interleukine und deren Rezeptoren. Die Auswirkungen molekularer Veränderungen auf den malignen Phänotyp sowie die Chemosensitivität werden charakterisiert und für eine mögliche weitere klinische Anwendung evaluiert.
Diese Interessen werden mit klinischer Forschung im Bereich der chirurgischen Onkologie gastrointestinaler Krebserkrankungen kombiniert, die sich ebenfalls auf Dickdarm-, Enddarm- und Bauchspeicheldrüsenkrebs konzentriert und die Effekte minimalinvasiver Krebschirurgie und multimodaler Behandlung gastrointestinaler Krebserkrankungen im Rahmen klinischer Studien evaluiert.

## Mitgliedschaften
- Deutsche Gesellschaft für Chirurgie (DGC)
- Deutsche Gesellschaft für Viszeralchirurgie (DGVC)
- Deutsche Krebsgesellschaft
- European Society of Surgical Oncology (ESSO)
- International Colorectal Cancer Club (ICRCC)
- Vereinigung Mittelrheinischer Chirurgen
- Süddeutsche Gesellschaft für Gastroenterologie
- Deutsche Gesellschaft für Plastische und Wiederherstellungschirurgie (DGPW)[1]
- Präsident des ICRCC (seit 2018)

## Publikationen (Auswahl)
- Kloth, C., B. Haggenmuller, A. Beck, M. Wagner, M. Kornmann, J.P. Steinacker, N. Steinacker-Stanescu, D. Vogele, M. Beer, M.S. Juchems, and S.A. Schmidt, Diagnostic, Structured Classification and Therapeutic Approach in Cystic Pancreatic Lesions: Systematic Findings with Regard to the European Guidelines. Diagnostics (Basel), 2023. 13 (3). 10.3390/diagnostics1303045 (Online)
- Lu, J., M. Kornmann, and B. Traub, Role of Epithelial to Mesenchymal Transition in Colorectal Cancer. Int J Mol Sci, 2023. 24 (19).  10.3390/ijms241914815 (Online)
- Seufferlein, T., W. Uhl, M. Kornmann, H. Algul, H. Friess, A. Konig, M. Ghadimi, E. Gallmeier, D.K. Bartsch, M.P. Lutz, R. Metzger, K. Wille, B. Gerdes, C.C. Schimanski, F. Graupe, V. Kunzmann, I. Klein, M. Geissler, L. Staib, D. Waldschmidt, C. Bruns, U. Wittel, S. Fichtner, Feigl, S. Daum, A. Hinke, L. Blome, A. Tannapfel, A. Kleger, A.W. Berger, A.M.R. Kestler, J.S. Schuhbaur, L. Perkhofer, M. Tempero, A.C. Reinacher-Schick, and T.J. Ettrich, Perioperative or only adjuvant gemcitabine plus nab- paclitaxel for resectable pancreatic cancer (NEONAX)-a randomized phase II trial of the AIO pancreatic cancer group. Ann Oncol, 2023. 34 (1): p. 91-100. 10.1016/j.annonc.2022.09.161 (Online)
- Kleger, A., V. Ellenrieder, H. Friess, P. Michl, M. Schneider, Y. Yang, and M. Kornmann, Discussion: Current Multimodality Treatment Options in Pancreatic Cancer in Clinical Practice - What Is the Future Impact of Molecular Biological Profiling? Visc Med, 2022. 38 (1): p. 49-55.  10.1159/000521847 (Online)

## Lehrwerke und Patente
- Zwerchfell. In: Lehrbuch für Chirurgie. Ed. Henne Bruns D. Duale Reihe, Thieme Verlag, Stuttgart. 2012; 4. Auflage: 288–297.
- Patent – IL-4 receptor and IL-13 as prognostic markers for colon and pancreas tumors. United States Patent Application 20100111969